# Jost Stollmann
Jost Stollmann (* 17. Januar 1955 in Düsseldorf) ist ein deutscher Unternehmer, der durch Medienauftritte und als Mitglied des SPD-Wahlkampfteams 1998 einer breiteren Öffentlichkeit bekannt wurde.

## Leben

### Ausbildung und Beruf
Stollmann machte 1973/74 am stiftischen Gymnasium Düren sein Abitur. Im Anschluss daran ging er zur Bundeswehr und begann 1974 sein Studium. 1976 erhielt er das Diplom der Universitaires Générales, Faculté de Droit, Université d’Aix-en-Provence, 1979 ein Wissenschaftsdiplom des Institut des Sciences Politiques in Paris. An der Harvard Business School in Boston erhielt er 1981 den Master of Business Administration.
Von 1981 bis 1984 arbeitete er als Unternehmensberater für die Boston Consulting Group in Chicago. 1984 gründete er dann in Köln die CompuNet Computer Vertriebs-GmbH, deren Geschäftsführer er bis 1988 war, danach war er bis 1997 in diesem Unternehmen, das zwischenzeitlich in eine Aktiengesellschaft umgewandelt wurde, der Sprecher des Vorstandes. Zudem war er ab 1996 Präsident der europäischen Niederlassung der General Electric Capital Services Information Technology Solutions, welche er auf eigenen Wunsch 1997 verließ. Im Anschluss gründete er die create.it services AG, bei der er bis Herbst 1997 ebenfalls Sprecher des Vorstands war.

### Öffentliche Auftritte
Stollmann gründete Mitte 1984 die CompuNet AG, welche im Jahr 1997 einen Umsatz von 884 Millionen Euro erzielte. Ein Jahr zuvor hatte er das Unternehmen an den amerikanischen Elektrokonzern General Electric verkauft. In Interviews wandte er sich gegen, wie er es nannte, „Berufspessimisten“, die von einer Talkshow zur nächsten ziehen und die deutsche Wirtschaft kaputt reden würden. Die Fachzeitschrift Econy zählte ihn damals zu den „Managern, die sichere Jobs hinter sich lassen und Neues wagen“.
Da er ab Oktober 1997 keine beruflichen Verpflichtungen hatte, verfolgte er die Idee, in einer Art Community von Interessen-, Aktions- und Kommerzgemeinschaften eine Kindererziehung mit Hilfe von Computern zu verwirklichen. Hierbei erhielt er auch Unterstützung von seiner Frau, die der Auffassung war, dass jedes Kind über einen eigenen Laptop verfügen sollte. Auch forderte er eine Verzahnung von Studenten, Wissenschaft und Unternehmen, damit letztlich durch Neugründungen von Firmen die Wirtschaft positiv beeinflusst werden könne. Ferner wollte er den Begriff „Selbständigkeit“ neu definieren, wobei er sich mit Aussagen wie „Jeder wird sein eigener Unternehmer“ neue Initiativen und eine höhere Eigenverantwortung des Einzelnen erhoffte. In einem Interview sagte er, es ginge zukünftig darum, die „Vollkaskomentalität“ und „soziale Wohltaten“ über Bord zu werfen.

### 1998 – Bundeswirtschaftsminister im Schattenkabinett Schröders
Durch seine Aussagen wurde 1998 die SPD auf Stollmann aufmerksam und präsentierte ihn schließlich als Mitglied des Schattenkabinetts von Gerhard Schröder zur Bundestagswahl 1998. Im Falle eines Wahlsieges war vorgesehen, dass Stollmann den Posten des Bundeswirtschaftsministers übernehmen sollte. Stollmann, der bis 1987 CDU-Mitglied war, hatte bei seiner Zusage gegenüber der SPD in erster Linie die Verwirklichung seiner Ideen vor Augen, weniger dagegen parteipolitische Ambitionen. In einer Rede vor dem „Initiativkreis Junge Wirtschaft“ warb er für Tempo, Bewegung, neues Denken und die Internet-Revolution. Nach der Wahl, durch die es zu einer Regierungsübernahme durch die SPD und Bündnis 90/Die Grünen kam, trat er den zugedachten Posten letztlich aber nicht an. Es wurde angegeben, ursächlich dafür sei ein Kompetenzstreit mit dem damaligen SPD-Vorsitzenden Oskar Lafontaine gewesen, der im Kabinett Schröder Finanzminister wurde. Den Posten des Wirtschaftsministers übernahm stattdessen der ebenfalls parteilose Werner Müller.

### Nach 1998
Nach der Bundestagswahl zog sich Stollmann wieder ins Privatleben zurück und startete später eine zweijährige Weltumsegelung. 2004 ließ er sich in Sydney, Australien nieder, wo er das Unternehmen „Tyro“ für Bezahlsysteme leitete.

### Familie
Stollmann ist verheiratet, hat fünf Kinder und ist bekennender Katholik.

## Auszeichnungen
- 1990: „Eurounternehmer des Jahres 1990“
- 1994: „Global Leader of Tomorrow“ im World Economic Forum, Davos